# Uma Nehru
Uma Nehru (geboren am 8. März 1884 in Agra; gestorben am 28. August 1963) war eine indische Politikerin und Publizistin.

## Leben
Sie war die Tochter des Niranjan Nath Hukku und wurde in der Klosterschule von Hubli erzogen. Am 14. Februar 1901 heiratete sie Shamlal Nehru (1972–1934), mit dem sie eine Tochter, Shyam Kumari Khan (1904–1980), und einen Sohn, Anand Kumar Nehru (1908–1947), hatte. Sie war durch Heirat mit einem Cousin Jawaharlal Nehrus Mitglied der Nehru-Gandhi-Familie und dessen entfernte Schwägerin geworden.
Während der indischen Unabhängigkeitsbewegung übernahm die Sozialarbeiterin und Frauenrechtlerin Nehru in Allahabad, Uttar Pradesh den Vorsitz des Provinzkongresses des Indischen Nationalkongresses und war prominente Aktivistin während des Salzmarsches und des zivilen Widerstands (Kampagne der Nichtkooperation). Sie wurde mehrfach von der britischen Polizei verhaftet, kam aber schließlich wieder auf freien Fuß. Sie war in Hilfsorganisationen tätig und gab Zeitschriften für Kinder sowie Erwachsene heraus. Auf Hindi erschienen die Frauenzeitschriften „Shri Darpan“ und „Maryade“.
Uma Nehru begann ihre politische Karriere in der Uttar Pradesh Legislative Assembly. Sie saß von 1952 bis 1957 und 1957 bis 1962 zweimal für Sitapur in der Lok Sabha und vom 3. April 1962 bis zu ihrem Tod war sie Mitglied der Rajya Sabha. Durch eine Operation am 11. Juli 1963 war sie bettlägerig geworden und konnte an den Parlamentsdebatten nicht mehr teilnehmen. Nach ihrem Tod übernahm ihre Tochter den Sitz in der Rajya Sabha.
Neben ihren zahlreichen politischen Engagements betätigte sie sich in der Freizeit als Pianistin und Schriftstellerin. Sie schrieb die zwei Bücher Mother India und Bipta.